# Zygmunt Koralewski
Zygmunt Koralewski (ur. 8 marca 1936 w Śremie, zm. 22 sierpnia 2002 w Kotłowie) – duchowny polskokatolicki, biskup pomocniczy wrocławski Kościoła Polskokatolickiego w RP.

## Życiorys

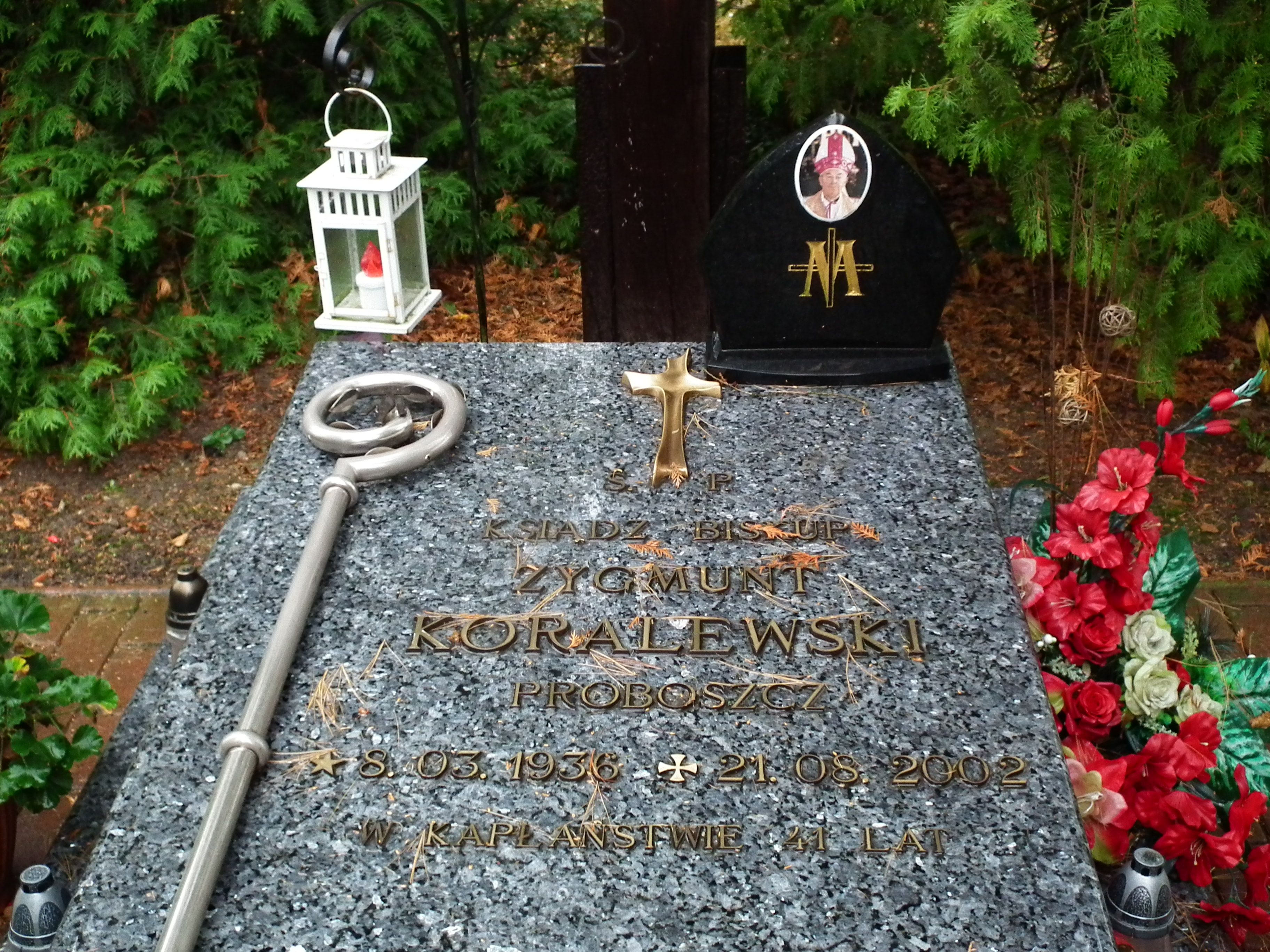
Nagrobek w Kotłowie

Zygmunt Koralewski ukończył seminarium duchowne w Poznaniu. W 1961 roku przyjął święcenia kapłańskie i został inkardynowany do archidiecezji poznańskiej. W latach 1961–1968 był wikariuszem przy parafii rzymskokatolickiej Narodzenia Najświętszej Maryi Panny w Kotłowie. Pełnił tam faktyczne funkcje administratora z uwagi na zły stan zdrowia miejscowego proboszcza. W ciągu kilku lat posługi zjednał do siebie wielu ludzi, którzy cenili jego poświęcenie dla społeczności lokalnej. 
W 1968 roku, po śmierci księdza Wacława Góry, mimo wcześniejszych prognoz i nieoficjalnych zapowiedzi Zygmunt Koralewski nie otrzymał funkcji proboszcza w Kotłowie, ale został skierowany do Poznania celem podjęcia pracy wikariusza w jednej z tamtejszych parafii. Z decyzją tą nie zgodzili się wierni parafii kotłowskiej. Zatrzymali oni wikariusza w miejscowości i rozpoczęli starania o unieważnienie dekretu o translokacji. 
Gdy apelacja nie dała rezultatów doszło do ostrego sporu parafian z miejscowości: Biskupice Zabaryczne, Kotłów i Strzyżew z kurią archidiecezji poznańskiej o obsadę stanowiska proboszcza w Kotłowie. Konsekwencją konfliktu było powołanie przez większość parafii niezależnej i wybranie jej duszpasterzem Zygmunta Koralewskiego. W celu uniemożliwienia opuszczenia księdzu Kotłowa bądź zabraniu go stamtąd przez przedstawicieli kurii, miejscowa ludność zorganizowała straż, zamykając duchownego de facto w areszcie domowym.
Młody wikary, początkowo nastawiony wobec konfliktu kompromisowo, z czasem uległ zbuntowanym parafianom i przeszedł na ich stronę. W 1969 roku za niepodporządkowanie się decyzjom arcybiskupa poznańskiego Antoniego Baraniaka został suspendowany. W 1971 roku za nieposłuszeństwo wobec ordynariusza i odprawianie mszy na terenie parafii obłożonej interdyktem kościelnym ekskomunikowany. 
W czasie trwania konfliktu rozpoczęły się pierwsze kontakty między zbuntowanymi parafianami a władzami i przedstawicielami Kościoła Polskokatolickiego. Prawdopodobnie Zygmunt Koralewski nie angażował się początkowo w te rozmowy, a zajęły się tym osoby świeckie z parafii. 
W 1973 roku doszło do formalnej schizmy – ks. Zygmunt Koralewski przeszedł wraz ze swoimi wiernymi pod jurysdykcję Kościoła Polskokatolickiego. W 1974 roku został mianowany proboszczem parafii polskokatolickiej Narodzenia Najświętszej Maryi Panny w Kotłowie. W 1975 roku został mianowany dziekanem. 
W latach 1973–1978 trwał proces o majątek parafialny. W wyniku wyroku sądowego młoda wspólnota polskokatolicka została zmuszona oddać zajmowane budynki i zwrócić je Kościołowi rzymskokatolickiemu. W latach 1978–1982 ks. Zygmunt Koralewski doprowadził w szybkim czasie do wybudowania w Kotłowie nowego kościoła – prokatedry Narodzenia Najświętszej Maryi Panny. Za swoją działalność otrzymał godność infułata Kościoła Polskokatolickiego.
W 1982 roku na synodzie diecezji wrocławskiej Kościoła Polskokatolickiego został nominowany na biskupa. 29 kwietnia 1987 roku na VIII Synodzie Kościoła Polskokatolickiego został wybrany biskupem pomocniczym diecezji wrocławskiej, a 27 maja 1987 roku we Wrocławiu został uroczyście konsekrowany. 
1 października 1994 roku we Wrocławiu uczestniczył w ekumenicznej ordynacji biskupa Kościoła Ewangelicko-Augsburskiego w RP, Ryszarda Bogusza.
Do końca życia pozostawał proboszczem parafii polskokatolickiej w Kotłowie. Po śmierci został pochowany przed frontonem prokatedry polskokatolickiej w Kotłowie.